# Rüting
Rüting ist eine Gemeinde im Landkreis Nordwestmecklenburg in Mecklenburg-Vorpommern (Deutschland). Die Gemeinde wird vom Amt Grevesmühlen-Land mit Sitz in der Stadt Grevesmühlen, die eine Verwaltungsgemeinschaft mit dem Amt bildet, verwaltet.

## Geografie

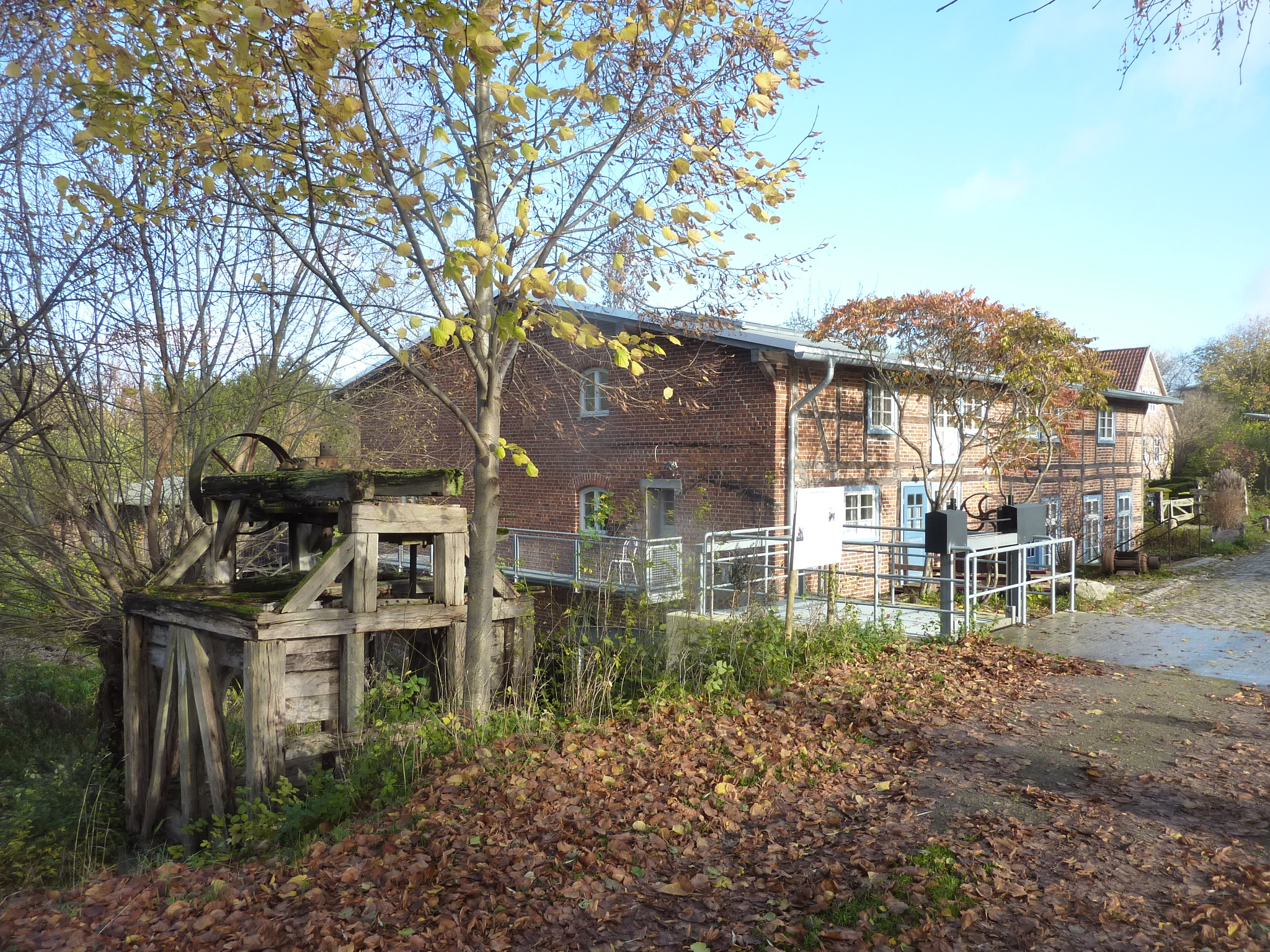
Wassermühle Rüting

Die Gemeinde Rüting liegt im Tal des Flusses Stepenitz neun Kilometer südlich von Grevesmühlen und etwa 20 km nordwestlich von Schwerin.
Umgeben wird Rüting von den Nachbargemeinden Upahl im Nordwesten und Norden, Testorf-Steinfort im Osten, Mühlen Eichsen im Süden sowie Veelböken im Südwesten.
Zu Rüting gehören die Ortsteile Diedrichshagen, Schildberg und Vierhusen.
Die Umgebung von Rüting wird von der Landwirtschaft und von mehreren Windenergieanlagen geprägt. Der Ortsteil Diedrichshagen, dessen Dorfkirche denkmalgeschützt ist, konnte seine ursprüngliche Ausstrahlung als Bauerndorf erhalten. Ebenfalls unter Denkmalschutz steht die Wassermühle in Rüting, die noch bis in die Mitte des 20. Jahrhunderts in Betrieb war.
Die Hauptverbindungsstraße von Grevesmühlen in die Landeshauptstadt Schwerin führt durch die Gemeinde Rüting. 4 km nördlich verläuft die A 20 (Anschlussstelle Grevesmühlen). Im nahen Grevesmühlen besteht Bahnanschluss nach Lübeck und Wismar.

## Geschichte
Rüting: Das Straßendorf entwickelte sich an der Landstraße. Durch Aufsiedlung entstanden in den 1930er Jahren die Ortsteile Siebenhausen und Vierhausen. Die Wassermühle Rüting aus dem 18. Jahrhundert wurde bis Ende der 1950er Jahre betrieben.
Diedrichshagen wurde 1230 im Ratzeburger Zehntregister erwähnt. Die neugotische Dorfkirche Diedrichshagen stammt von 1861. Von der mittelalterlichen Kirche aus dem 15. Jahrhundert blieben Teile des Westturms erhalten.

## Politik

### Gemeindevertretung und Bürgermeister
Der Gemeinderat besteht (inkl. Bürgermeister) aus 9 Mitgliedern. Die Wahl zum Gemeinderat am 26. Mai 2019 hatte folgende Ergebnisse:
| Partei/Bewerber     | Prozent | Sitze |
| ------------------- | ------- | ----- |
| CDU                 |         | 5     |
| Wählergruppe Rüting |         | 3     |

Bürgermeister der Gemeinde ist Holger Hinze, er wurde mit 74,47 % der Stimmen gewählt.

### Dienstsiegel
Die Gemeinde verfügt über kein amtlich genehmigtes Hoheitszeichen, weder Wappen noch Flagge. Als Dienstsiegel wird das kleine Landessiegel mit dem Wappenbild des Landesteils Mecklenburg geführt. Es zeigt einen hersehenden Stierkopf mit abgerissenem Halsfell und Krone und der Umschrift „GEMEINDE RÜTING • LANDKREIS NORDWESTMECKLENBURG“.

## Sehenswürdigkeiten
- Wassermühle Rüting
- Neugotische Dorfkirche Diedrichshagen aus dem 19. Jahrhundert mit spätgotischen Turm von etwa 60 Meter Höhe aus der Mitte des 15. Jahrhunderts.

Kirche Diedrichshagen
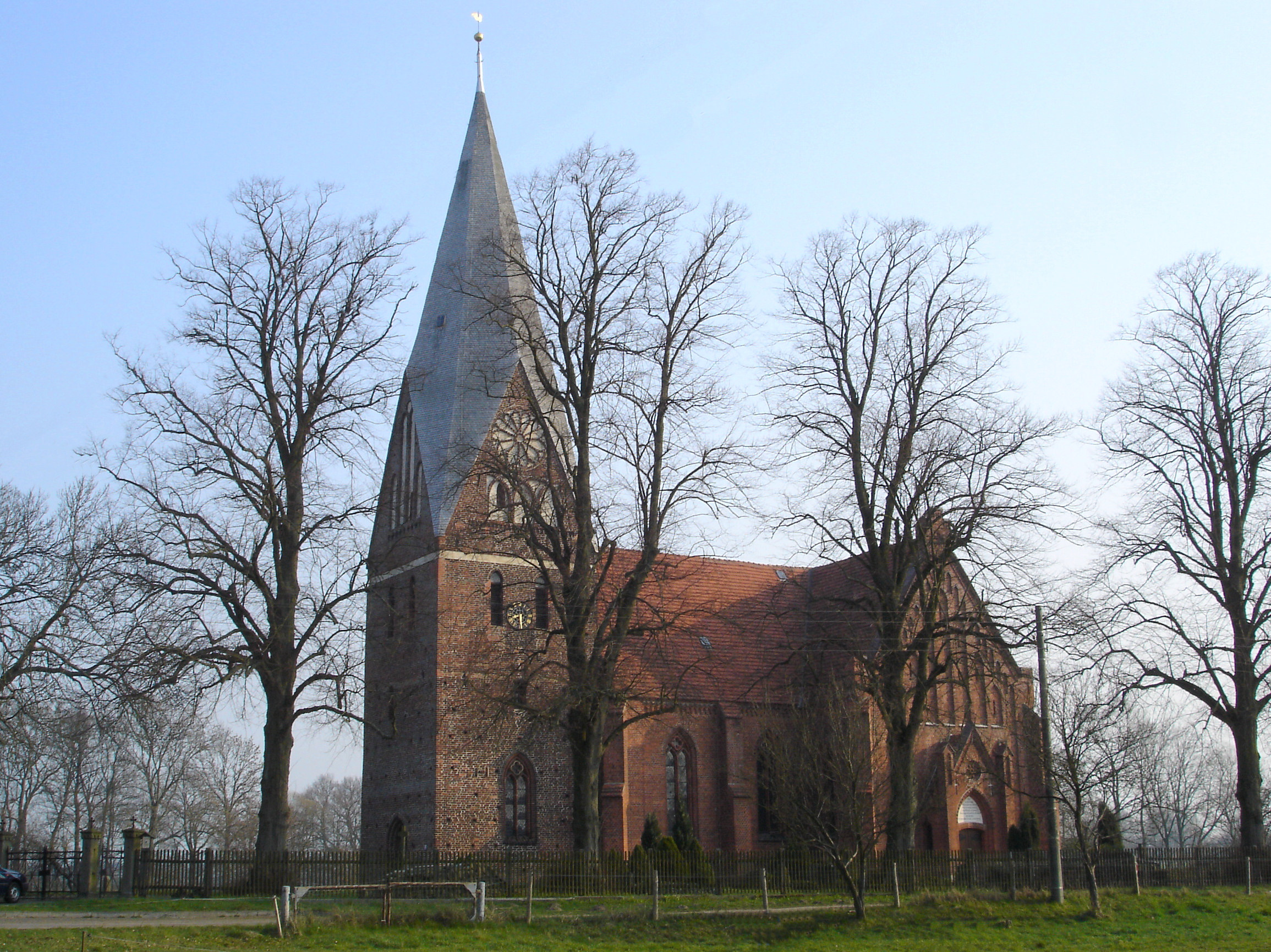
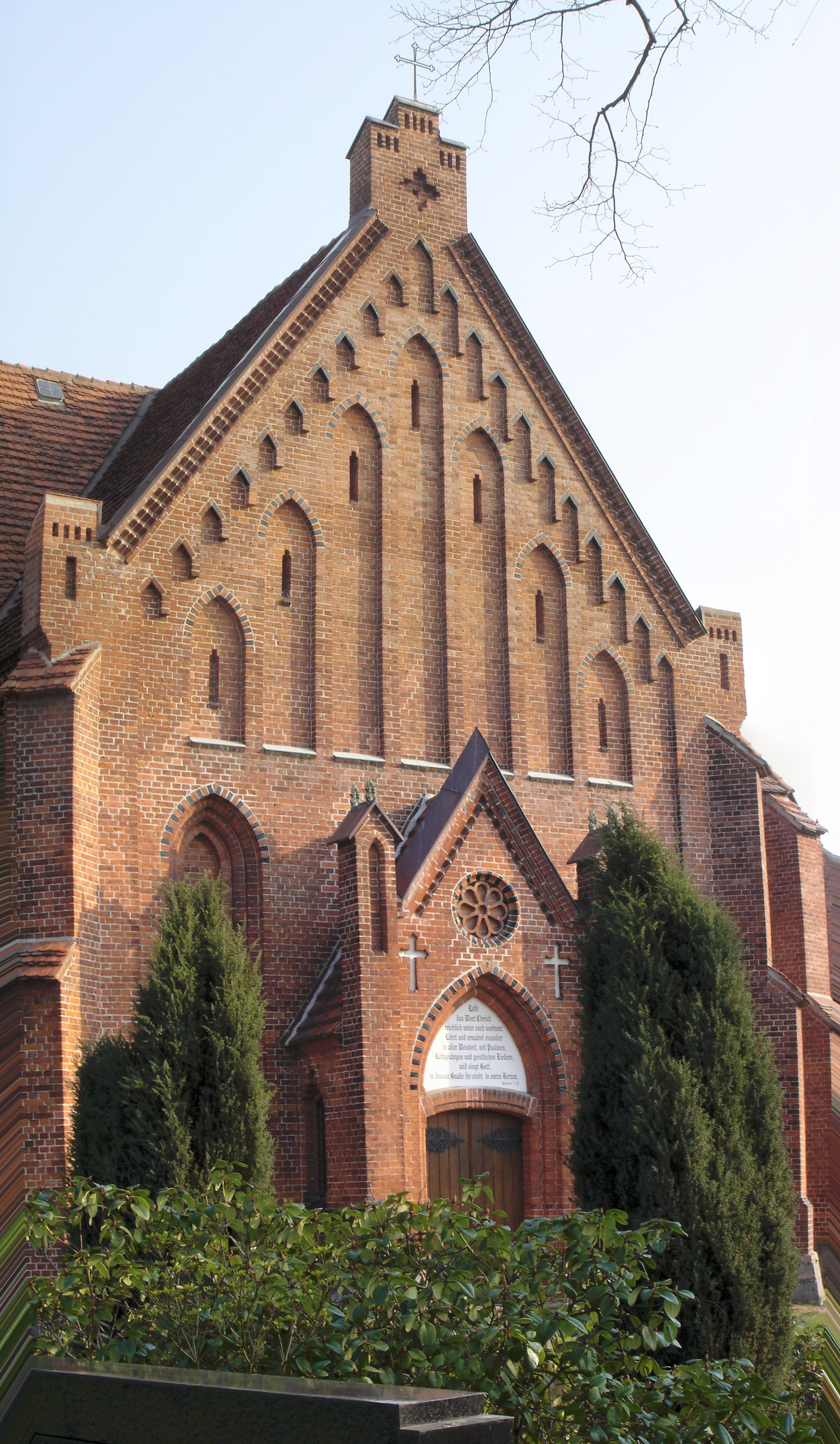
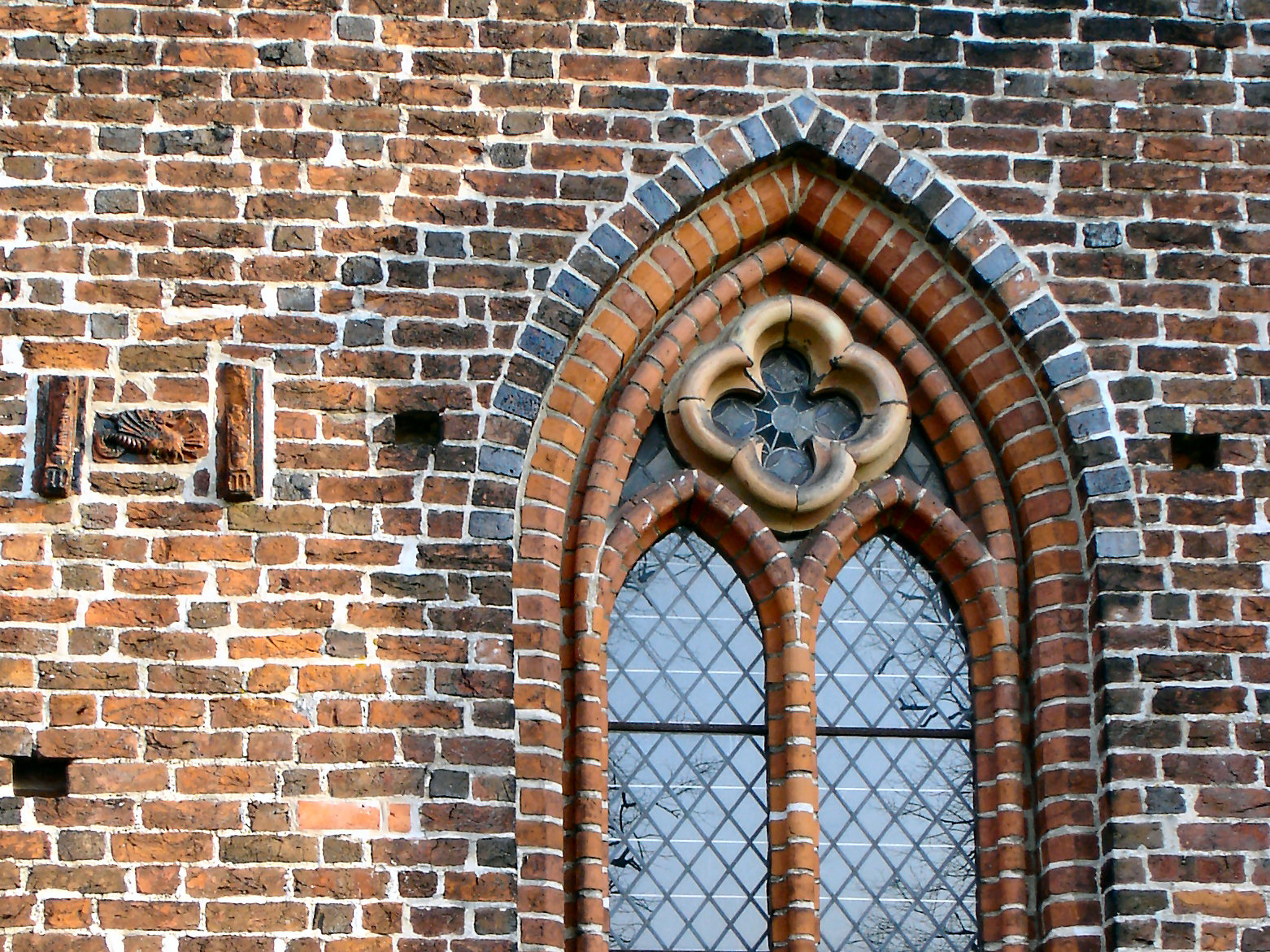